# طالما استمر الضوء وقصص أخرى
طالما استمر الضوء وقصص أخرى (بالإنجليزية: While the Light Lasts and Other Stories) هي عبارة عن مجموعة قصص قصيرة كتبتها أجاثا كريستي نشرت لأول مرة في المملكة المتحدة في 4 آب 1997. وتحتوي على تسع قصص قصيرة.

## الترجمة العربية
- طالما استمر الضوء - مكتبة جرير.[2]
- بيت الأحلام - دار ميوزيك للصحافة والنشر.[3]